# Uladzimir Čapelin
Uladzimir Vitalevič Čapelin (in bielorusso Уладзімір Віталевіч Чапелін?; Čėrykaŭ, 15 luglio 1988) è un ex biatleta bielorusso.

## Biografia
Uladzimir Čapelin, residente a Minsk e attivo dalla stagione 2006-2007, ai Mondiali juniores di Canmore 2009 ha vinto la medaglia di bronzo nella staffetta; ha esordito in Coppa del Mondo il 21 gennaio 2010 ad Anterselva in individuale (25º) e ai Campionati mondiali a Chanty-Mansijsk 2011, dove si è classificato 58º nella sprint, 57º nell'inseguimento e 13º nella staffetta.
Ai Mondiali di Nové Město na Moravě 2013 si è piazzato 46º nell'individuale, 55º nella sprint, 52º nell'inseguimento e 14º nella staffetta e ai XXII Giochi olimpici invernali di Soči 2014, suo esordio olimpico, è stato 47º nell'individuale, 28º nella sprint, 40º nell'inseguimento, 12º nella staffetta e 9º nella staffetta mista; ai Mondiali di Kontiolahti 2015 si è classificato 41º nell'individuale, 43º nella sprint, 38º nell'inseguimento, 10º nella staffetta e 4º nella staffetta mista e a quelli di Oslo 2016 56º nell'individuale, 13º nella sprint, 23º nell'inseguimento, 13º nella partenza in linea, 15º nella staffetta e 9º nella staffetta mista.
Ha ottenuto l'unico podio in Coppa del Mondo il 1º dicembre 2016 a Östersund in individuale (3º) e ai successivi Mondiali di Hochfilzen 2017 si è piazzato 31º nell'individuale, 65º nella sprint, 19º nella staffetta e 22º nella staffetta mista; l'anno dopo ai XXIII Giochi olimpici invernali di Pyeongchang 2018, sua ultima presenza olimpica, è stato 30º nell'individuale, 34º nella sprint, 36º nell'inseguimento, 8º nella staffetta e 5º nella staffetta mista. Ai Mondiali di Östersund 2019, suo congedo iridato, si è classificato 15º nell'individuale, 40º nella sprint, 41º nell'inseguimento, 10º nella staffetta e 16º nella staffetta mista individuale; si è ritirato al termine di quella stessa stagione e la sua ultima gara è stata l'inseguimento di Coppa del Mondo disputato a Oslo Holmenkollen il 23 marzo e chiuso da Čapelin al 47º posto.

## Palmarès

### Mondiali juniores
- 1 medaglia:
  - 1 bronzo (staffetta a Canmore 2009)

### Coppa del Mondo
- Miglior piazzamento in classifica generale: 42º nel 2015
- 1 podio (individuale):
  - 1 terzo posto